# 徐冠
徐冠（15世紀—16世紀），字士元，號竹岡，南直隸寧國府涇縣豐東都人，明朝政治人物。

## 生平
徐冠是天順六年舉人徐旭之子，弘治五年（1492年）壬子科應天鄉試舉人，授清豐教諭，改浮梁訓導，陞隆慶州學正，任山東鄉試副考官及陝西、江西鄉試同考官取錄不少士子，後來陞都昌知縣，調餘干知縣，征討姚源流寇，調度得宜不煩擾人民，陞監察御史，巡按山東，曾上疏寬免易州民役，革除宦官冗員，賑災則有成績，巡按貴州亦以嚴謹著名，出為吉安府知府，嘉靖四年（1525年）陞廣東按察司副使，以年老致仕，在家鄉建書室吟詠自娛，並賞識剛成年的羅洪先。

## 引用
1. 1 2  民國《涇縣志·卷十七·人物》：徐冠，字士元，號竹岡，宏治壬子舉人，除清豐教諭，改浮梁訓導，陞隆慶州學正，同王文成分校山東甲子鄉試，又典試陝西、江西得人稱盛，陞都昌知縣，調餘干以從征姚源功，擢監察御史清軍山東，嘗疏寬易州夫役，革內臣冗員，賑荒有聲，巡按貴州風裁嚴峻，歷吉安知府、廣東副使，所至有聲績，引老家居，築室承流山下，吟詠自娛，嘗識羅文恭洪先于弱冠，人尤賢之。 嘉靖志
2. ↑  同治《餘干縣志·卷八·職官志》：徐冠，字士元，涇縣舉人，正德初知縣，時姚源賊勢方熾，征勦藩臬諸道邊達官督府總戎暨諸猺獞駐縣，日費不可指計，冠調度周悉民無煩擾，擢監察御史。
3. ↑  《明世宗肅皇帝實錄·卷五十二》：（嘉靖四年六月辛卯）陞江西吉安府知府徐冠為廣東按察司副使。